# Chiesa di Santa Croce (Ossi)
La chiesa di Santa Croce è un edificio religioso situato ad Ossi, centro abitato della Sardegna nord-occidentale. Consacrata al culto cattolico, fa parte della parrocchia di San Bartolomeo, arcidiocesi di Sassari.

## Descrzione
Unica chiesa storicamente documentata all'interno del centro abitato assieme alla parrocchiale, è stata ampliata allo scorcio dell'800 ingrandendo un primitivo impianto di stile tardo-gotico catalano. Attualmente non è aperta la cripta sottostante  e vi sono stati seri danneggiamenti nei restauri (perdita della balaustra, del pulpito ligneo, degli altari laterali e della cantoria lignea) nonché discutibili scelte d'arredo interno. Ospita diversi simulacri appartenenti alla chiesa parrocchiale (degna di nota è la settecentesca Madonna della Concezione e la pregevole Addolorata di bottega leccese. Appartengono all'oratorio, invece, il crocefisso dell'altare maggiore (primo '900 in sostituzione di un precedente del 1667 disperso) e un pregiato simulacro settecentesco raffigurante sant'Isidoro agricola.
Vi officia dalla metà del XVI secolo l'omonima arciconfraternita, composta da un ramo maschile e uno femminile, guidati entrambi da un priore, particolarmente attiva nei suggestivi riti della settimana santa ma un tempo anche come partecipante ai cortei funebri e a diverse processioni annuali come le rogazioni (nell'oratorio si celebrava infatti in modo particolarmente solenne l'Ascensione di Gesù).